# Flores El Gaditano
Florencio Ruiz Lara (Algeciras, Cádiz, 7 de noviembre de 1921 - Algeciras, 14 de julio de 2021), conocido con el nombre artístico de "Flores El Gaditano", "Flores de Algeciras" o "El Florentino", fue un cantaor español de flamenco.

## Trayectoria artística
Flores El Gaditano, que en sus inicios formaba dúo con el cantaor sanroqueño Roque Montoya Heredia Jarrito, formó en los años cuarenta y cincuenta junto a Juan Pantoja el Chiquetete y Manuel Molina El Encajero, el primer trío flamenco conocido, de nombre Los Gaditanos. El trío Los Gaditanos nació en el Café Piñero de su ciudad natal, lugar de reunión de artistas locales y el tablao más conocido de su momento en la ciudad, y se volvió muy popular tras grabar varios discos en la década de los cincuenta con la productora Columbia. Compaginando su trabajo con el trío, Florencio Ruiz formó parte de la compañía de Manolo el Malagueño y de Lola Flores y grabó varios discos en solitario.
Flores el Gaditano pasará a la historia del flamenco como uno de los principales intérpretes de fandangos, algunos muy poco frecuentes como los fandangos de Facinas y como compositor de gran cantidad de canciones, tanto para los conjuntos con los que colaboró, como para otros artistas. Su gran preparación en el arte del cante le hizo también tocar prácticamente todos los palos del flamenco y aventurarse con aquellos más desconocidos.
Aparte del flamenco, Flores el Gaditano ha publicado numerosos libros y poemarios como Versos y Ráfagas, anecdotarios como Eterna Oración o Revoltijo, ha dado conferencias sobre flamenco además de colaborar con programas de radio y secciones de prensa. En 2019 el Ayuntamiento de Algeciras le dedicó una calle en su honor. En 2020, Algeciras le nombra Hijo Predilecto de la ciudad, otros reconocimientos con los que cuenta son la Medalla de La Palma concedida en 2004 y el nombramiento, un año después, como Especial de Pura Cepa.